# Dvorac u Tuteri
Dvorac u Tuteri/Tudeli (baskijski:Tuterako gaztelua, španjolski: Castillo de Tudela )  je maurska tvrđava u Tuteri/Tudeli na jugu Navare. Bila je jedna od najvećih u Kraljevini Navari. Nažalost, do danas je ostalo vrlo malo njegovih ostataka arheološke prirode. Izgrađen je u devetom stoljeću, a obnovljan je nekoliko puta nakon rekonkviste početkom dvanaestog stoljeća. Nalazio se u brdima Santa Barbare, gdje je danas spomenik Presvetog Srca Isusova, u vrlo važnom strateškom položaju, smješten u položaju dominacije nad Ebrom i bio je dugo vremena granica između dvije civilizacije:muslimanske i kršćanske.
Tijekom arapske dominacije pripadao je baskijskom muslimanskom klanu Banu Qasi,  koji su grad Tuteru/Tudelu načinili glavnim gradom svoje države. U vremenima Taifa, pripadao je Tujibidima (Taifa od Zaragoze), a kasnije je bio neovisna taifa (Taifa od Tutere), sve do početka kršćanskog osvajanja godine 1119., s Alfonsom I. Bojovnikom,  kada postaje dio krune Navarsko-Aragonske. S Garcíjom V. Ramírezom restauratorom, Tudela i dvorac su napokon su uključene u Kraljevinu Navaru. 